# Addicts
Pour les articles homonymes, voir Addict.
Addicts est une web-série française, tournée dans le quartier HLM des Aubiers à Bordeaux, et diffusée sur le site Internet d'Arte à compter du 15 novembre 2010.

## Synopsis
Dans la banlieue des Aubiers à Bordeaux, alors que quatre habitants essaient de faire table rase de leur passé difficile, on leur propose un coup monté pour gagner 15 millions d'euros...

## Personnages principaux
- Cédric Seraline : Saad - Ex-prisonnier
- Renaud Lefevre : Damien - Meilleur ami de Saad
- Florence Loiret Caille : Anna - Cinéaste
- Sekou M'Ballo : Djibril - Jeune entrepreneur

## Personnages

### Saad
Ex-taulard, son ancien codétenu lui a révélé le "coup du siècle" : 15 millions d'euros en claquant des doigts. Mais ses anciens amis, Damien et Djibril, ont tourné le dos à leur passé criminel. Il va alors tout faire pour les convaincre de le rejoindre sur ce coup. L'une des principales motivations de Saad est l'argent.

### Djibril
Jeune entrepreneur, Djibril est victime des moqueries de ses amis, Saad y compris, par rapport à la nature de son travail : la mode vestimentaire.

### Anna
Anna a monté un atelier théâtre avec les jeunes du quartier. Elle tente de réaliser un film dans le quartier du Lac en y impliquant ses habitants et en jouant sur les clichés liés à la cité. Sexaholic, elle enchaine les relations d'une nuit.

### Damien
Damien essaie de montrer un nouveau visage à sa famille. Cependant, ses propos et son attitude sont souvent abrupts et agressifs. Il apporte un soutien sans faille à son meilleur ami, Saad, tout juste sorti de prison.

### Thalya
Amie proche de Saad et Damien, Thalya tient le cybercafé du Lac.

## Particularités de la série
- N'étant pas une série linéaire, il y a plusieurs manières de regarder Addicts. C'est ainsi que l'on peut se concentrer sur un personnage en particulier, zapper de l'un à l'autre ou bien regarder tous les épisodes les uns après les autres[1]. La série prend la forme de 80 séquences vidéo, 5 par épisode, en comptabilisant 16 épisodes pour la première saison. Le budget d'Addicts s'élève à 1,2 million d'euros.
- Addicts met à profil d'autres sites Internet variés pour donner divers éléments de l'enquête de la série. C'est par exemple le cas d'eBay, Dailymotion, Twitter, et beaucoup d'autres[2].
- On doit la création d'Addicts à deux adolescents de Bordeaux Nord, Karim Benasla et Mickaël Melka, soutenus par le service culturel d'Arte Cités et l'autrice Lydia Hervel qui les aide à scénariser leur projet initial de fiction "Djamel et Zack", qu'elle transforme en web-série, avec le soutien de Arte tv, la Région Aquitaine, la Fondation Véolia et dont elle réalise une bande-annonce, mettant en scène les adolescents ainsi que des habitants du quartier des Aubiers, dont ceux qui deviendront les acteurs principaux de la série finale[3],[4].
- L'épisode final de la saison 1 sera interactif : les internautes auront la possibilité de poser des questions, auxquelles le procureur (personnage de l'épisode en question) répondra en direct.